# Zavarqān
Zavarqān (persiska: زَوَربان, زورقان) är en ort i Iran.   Den ligger i provinsen Markazi, i den centrala delen av landet, 250 km söder om huvudstaden Teheran. Zavarqān ligger 1 719 meter över havet och antalet invånare är 137.
Terrängen runt Zavarqān är kuperad österut, men västerut är den platt. Runt Zavarqān är det ganska tätbefolkat, med 56 invånare per kvadratkilometer. Närmaste större samhälle är Khomeyn, 16,1 km väster om Zavarqān. Trakten runt Zavarqān består i huvudsak av gräsmarker.